# جنگ داخلی گواتمالا
جنگ داخلی گواتمالا (انگلیسی: Guatemalan Civil War) جنگی بین دولت گواتمالا و گروه‌های مختلف شورشی چپ بود، که ۳۶ سال از ۱۹۶۰ تا ۱۹۹۶ میلادی ادامه یافت. گفته می‌شود که نیروهای دولتی گواتمالا در طول جنگ داخلی علیه جمعیت مایاهای گواتمالا نسل‌کشی کردند و نقض گسترده حقوق بشر علیه غیرنظامیان صورت گرفت.
زمینه‌ساز این مبارزه مسائل دیرینه توزیع ناعادلانه زمین بود. گواتمالایی‌های ثروتمند، عمدتاً اروپایی‌تبار و شرکت‌های خارجی مانند شرکت آمریکایی یونایتد فروت، کنترل بسیاری از زمین‌ها را در دست داشتند. آن‌ها در ازای آن تقریباً هیچ مالیاتی پرداخت نمی‌کردند. این موضوع به درگیری با بومیان فقیری منجر شد که در شرایط سختی روی این زمینها کار می‌کردند.

## پیشینه
پس از انقلاب ۱۸۷۱، دولت لیبرال خوستو رافینو باریوس تولید قهوه را در گواتمالا افزایش داد که به زمین و کارگران زیادی نیاز داشت. باریوس کتاب قوانین شهرک‌نشینان را ایجاد کرد که بر اساس آن جمعیت بومی، که کریولو و بعداً مهاجران آلمانی بودند، را مجبور می‌کرد با دستمزدهای پایین برای زمینداران کار کنند. باریوس همچنین سرزمین مشترک بومیان را که در دوران مستعمره اسپانیا و در زمان دولت محافظه‌کار رافائل کاررا محافظت شده بود، مصادره کرد. او آن را بین دوستان لیبرال خود توزیع کرد که تبدیل به زمینداران بزرگ شدند.

## رژیم خورخه اوبیکو
در سال ۱۹۳۱ ژنرال خورخه اوبیکو، یک مدیر کارآمد اما دیکتاتور، با حمایت ایالات متحده به قدرت رسید. او یکی از وحشیانه‌ترین رژیم‌های سرکوبگر نظامی را در تاریخ آمریکای مرکزی راه‌اندازی کرد.
در سال۱۹۲۹پس از سقوط بورس نیویورک، سیستم دهقانی که توسط باریوس در سال ۱۸۷۳ برای تولید قهوه در کشور ایجاد شده بود دچار تزلزل شد.
اوبیکو مجبور شد برای اطمینان از تولید به اجرای سیستم بردگی بدهی و کار اجباری روی آورد. این سیستم اطمینان می‌داد که نیروی کار کافی برای مزارع قهوه وجود دارد.
او صدها هزار هکتار را به شرکت یونایتد فروت واگذار کرد، شرکت را از مالیات معاف کرد و به ارتش ایالات متحده اجازه داد تا پایگاه‌هایی در گواتمالا ایجاد کنند.